# Пам'ятник Іванові Франку (Лішня)
Пам'ятник Іванові Франку в селі Лішня Дрогобицького району Львівської області — пам'ятник українському письменнику, політику і громадському діячу Іванові Яковичу Франку.

## Розташування
Пам'ятник Іванові Франку встановлений біля школи по вулиці Івана Франка. Він виконаний у бронзі скульптором Йосипом Садовським.
У правій руці письменика знаходиться книга, і погляд упевнений — вперед! Вічний революціонер! І слова його, викарбувані на стелі: «Я — син народа, що вгору іде!»

## Вандалізм
- 29 червня 2016 року — невідомі вирізали низ каркаса основи мідного пам'ятника[2].

- 8 березня 2017 р. — невідомі відпиляли частину скульптури — праву руку.[3]